# Helen Chandler

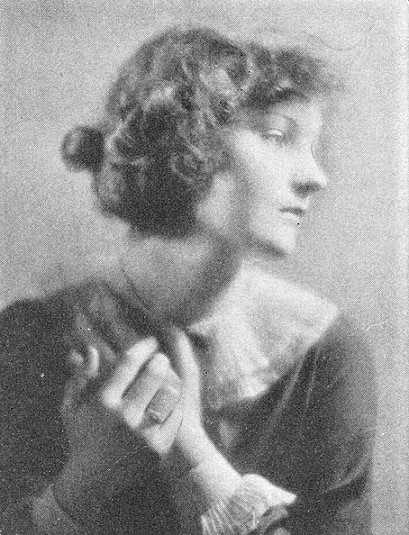
Helen Chandler (1925)

Helen Chandler (* 1. Februar 1906 in Charleston; † 30. April 1965 in
Los Angeles) war eine US-amerikanische Schauspielerin. Nachhaltige Bekanntheit erlangte sie durch die Darstellung der Mina Seward in Tod Brownings Horrorfilm Dracula aus dem Jahr 1931.

## Leben und Karriere
Chandlers Schauspielkarriere begann im Jahr 1917, also bereits im Kindesalter, am Broadway mit dem Stück Barbara. Einige Jahre später spielte sie bereits in Shakespeare-Stücken wie Richard III. (1920) und die Ophelia in einer modernen Version von Hamlet (1925). Als ihr im Jahre 1927 die ersten Filmrollen angetragen wurden, war sie bereits eine der bekanntesten neuen Darstellerinnen am Broadway.
Ihr erster Film, The Music Master, aus dem Jahr 1927 war kein Erfolg. Der große Erfolg bei Publikum und Kritik stellte sich im Jahr 1930 ein, als sie neben Douglas Fairbanks jr. in der Adaption des Bühnenstücks Outward Bound die Rolle einer Selbstmörderin spielte, die sich auf einem Schiff wiederfindet, das in die Ewigkeit reist. Chandler, die eigentlich zunächst die Rolle der Alice in Alice im Wunderland spielen wollte, wurde jedoch abgelehnt und spielte stattdessen die Mina Seward in dem Filmklassiker Dracula, einem der erfolgreichsten Filme des Jahres. Im selben Jahr heiratete sie den englischen Dramatiker Cyril Hume. Kritiker und Filmhistoriker sind der Meinung, dass zu dieser Zeit Chandlers Alkoholproblem begann, mit dem sie den Rest ihres Lebens zu kämpfen hatte. Es folgten weitere größere Rollen, etwa zusammen mit Walter Huston in A House Divided (1931), mit Richard Barthelmess in The Last Flight (1931) und mit Colin Clive in Christopher Strong (1933).
Im Jahr 1934 ließ sie sich von Cyril Hume scheiden und pendelte fortan zwischen Engagements in Hollywood und dem Broadway, wo sie 1935 die Rolle der Jane Bennet in Pride and Prejudice und die Hauptrolle in Boy Meets Girl spielte. Als Outward Bound im Jahr 1938 wieder aufgeführt wurde, übernahm sie die Rolle, die sie auch schon in der Verfilmung gespielt hatte. Im selben Jahr drehte Chandler auch Mr. Boggs Steps Out, den letzten ihrer 27 Kinofilme. Nach ihrer Scheidung von Hume heiratete sie den englischen Schauspieler Bramwell Fletcher. Als Chandlers Alkohol- und Drogenprobleme überhandnahmen, wurde sie im Jahr 1940 in ein Sanatorium eingewiesen. Bramwell Fletcher ließ sich daraufhin von Chandler scheiden. Ihre angegriffene Gesundheit veranlasste die Schauspielerin, ihre Karriere aufzugeben.
Chandler konnte sich von ihren Alkoholproblemen bis zu ihrem Tod nicht befreien. Sie starb 59-jährig am 30. April 1965 an Herzstillstand während einer Operation wegen eines Magengeschwürs in Hollywood, Kalifornien. Ihre Überreste wurden in Übereinstimmung mit ihren Wünschen eingeäschert und zunächst im Chapel of the Pines-Krematorium in Los Angeles beigesetzt. Am 13. Juli 2023 wurde ihre Urne schließlich zum Hollywood Forever Friedhof überführt.

## Filmografie (Auswahl)
- 1927: The Music Master
- 1927: The Joy Girl
- 1929: Mother’s Boy
- 1929: Salute
- 1929: The Sky Hawk
- 1930: Mord in Alaska (Rough Romance)
- 1930: Outward Bound
- 1930: Mothers Cry
- 1931: Dracula
- 1931: Daybreak
- 1931: Salvation Nell
- 1931: The Last Flight
- 1931: Fanny Foley Herself
- 1931: Der Mannsteufel (A House Divided)
- 1932: Vanity Street
- 1932: Behind Jury Doors
- 1933: Christopher Strong
- 1933: Alimony Madness
- 1933: Dance Hall Hostess
- 1933: Goodbye Again
- 1933: The Worst Woman in Paris?
- 1934: Long Lost Father
- 1934: Midnight Alibi
- 1934: The Unfinished Symphony
- 1934: Radio Parade of 1935
- 1935: It’s a Bet
- 1938: Mr. Boggs Steps Out